# Буддийский гибридный английский язык
Гибридный буддийский английский язык (англ. Buddhist Hybrid English) — термин, введённый профессором Университета Дьюка Полом Гриффитсом по аналогии с гибридным буддийским санскритом для обозначения стиля и языковых особенностей английских переводов буддийских текстов.
Их характерными чертами является создание неологизмов и фраз для передачи санскритской, тибетской, китайской и японской терминологии (например, передача санскритского философского термина svabhāva («сущность») с помощью неологизма «own-being» вместо стандартного английского «essence»), необычное применение английской лексики и широкое использование калькирования.
Из-за чрезмерного применения этих приемов английский текст становится малопонятным и туманным.